# Coleorrhyncha
Coleorrhyncha (por vezes referida como Peloridiomorpha), é uma subordem de Hemiptera que agrupa as espécies, na maioria fósseis, representativas de uma antiga linhagem de insectos que se alimentavam de musgos que evoluiram no paleo-continente austral Gondwana. O agrupamento apresenta similaridades com os Heteroptera, com os quais é por vezes associado para formar a subordem Prosorrhyncha. Conhece-se apenas uma família extante, a Peloridiidae.